# Hasaca (província)
Hasaca (em árabe: مُحافظة الحسكة; em curdo: حسكة; em aramaico: Gozarto) é uma província situada na porção extrema nordeste da Síria, cortada pelo Rio Eufrates. Distingue-se pelas terras férteis, grande disponibilidade de água, uma natureza pitoresca e mais de uma centena de sítios arqueológicos. Sua capital é a cidade de Hasaca.

## Distritos
- Hasaca
- Al-Qamishli
- Al-Malikiyah
- Ra's al-'Ayn

## Demografia e população
Os habitantes de Hasaca são compostos de de diferentes grupos étnicos e culturais como árabes, curdos, assírios, armênios e outros. A população do governadoratos foi estimada em 2007 em 1 377 000 habitantes. Cidades notáveis do governadorato e suas populações estimadas em 2006 são:
- Al-Qamishli: 82 129
- Hasaca: 81 809
- Amuda: 45 980
- Ra's Al Ayn: 23 008
- Ad Darbasiyah: 21 865
- Al Malikiyah: 18 448

## Arqueologia
Os sítios arqueológicos mais proeminentes são:
- Hamoukar: considerado por alguns arqueólogos a cidade mais antiga do mundo;
- Tell Halaf: Escavações tem revelado sucessivos níveis de civilização e belas esculturas de basalto;
- Tell Brak: Situado entre a cidade de Hasaca e a cidade fronteiriça de al-Qamishli. Escavações nos níveis arqueológicos revelaram o Templo de Uyun e o Palácio-fortaleza do rei Narã-Sim;
- Tell el Fakhariya;
- Tell Hittin: 15 níveis de ocupação já foram identificados;
- Tell Lilan: Escavações iniciaram-se em 1975 e revelaram muitos artefatos e construções datadas de períodos anteriores ao século VI a.C. tais como mercados. templos, palácios etc.

É sabido que o rio Cabur, que corre por Hasaca por 440 km, presenciou o nascimento de algumas das civilizações mais antigas do mundo.